# Germano Mosconi
Germano Mosconi (San Bonifacio, 11 de novembro de 1932 — Verona, 1 de março de 2012) foi um jornalista esportivo e apresentador de telejornal italiano.

## Biografia
Mosconi, nascido na cidade de San Bonifacio, foi uma personalidade televisiva bastante conhecida no norte da Itália entre a década de 1980 até sua morte, no início de março de 2012, por seu trabalho no jornalismo esportivo na emissora de televisão Telenuovo, em Verona. Em 1982 ele ganhou o prêmio internacional Cesare D'Oro por mérito jornalístico.
O jornalista ganhou fama na internet por vídeos que o exibiam em rompantes de raiva e proferindo blasfêmias e palavras de baixo calão. Em 2005, foi alvo de um conjunto de vídeos anônimos vazados para a internet que o fizeram conhecido em toda a Itália, em regiões do sul do Brasil de imigração italiana (onde a língua vêneta é bastante popular) e ao redor do mundo. Os vídeos, gravados entre o final da década de 1980 e a primeira metade da década de 1990, exibem algumas de suas explosões de raiva durante as gravações do telejornal esportivo TG Sport (que se tornaria posteriormente a TgGialloblù) da Telenuovo de Verona.
Nos vídeos, ele aparece reagindo raivosamente a diversos problemas, como pessoas entrando inesperadamente no estúdio de gravação, ruídos diversos, trechos ilegíveis nas folhas de notícias a serem lidas na gravação, erros de escrita, ou simplesmente atos falhos na fala.
O uso corriqueiro de palavrões, insultos, blasfêmias e outras expressões linguísticas grosseiras em italiano e vêneto, assim como outros momentos cômicos, transformou os vídeos em virais. Muito rapidamente, muitos fóruns virtuais dedicados parcial ou totalmente a Mosconi surgiram, assim como fã-clubes na Itália e em outros países, desenhos humorísticos e vídeo-montagens com a voz de Mosconi. Porém, Mosconi não recebeu favoravelmente essa notoriedade, recusando todos os convites para entrevista que lhe eram feitos para falar dos vídeos a partir de seu ponto de vista.
Mosconi também trabalhou de editor na revista em alemão Gardasee Zeitung, dedicada aos turistas do Lago de Garda, e de revisor no telejornal esportivo da Telechiara em Pádua. Ele também escreveu para os jornais Il Gazzettino e L'Arena em Verona.
Em 2005, o jornalista trabalhou como membro da diretoria do Hellas Verona, mas deixou o cargo em agosto do mesmo ano.

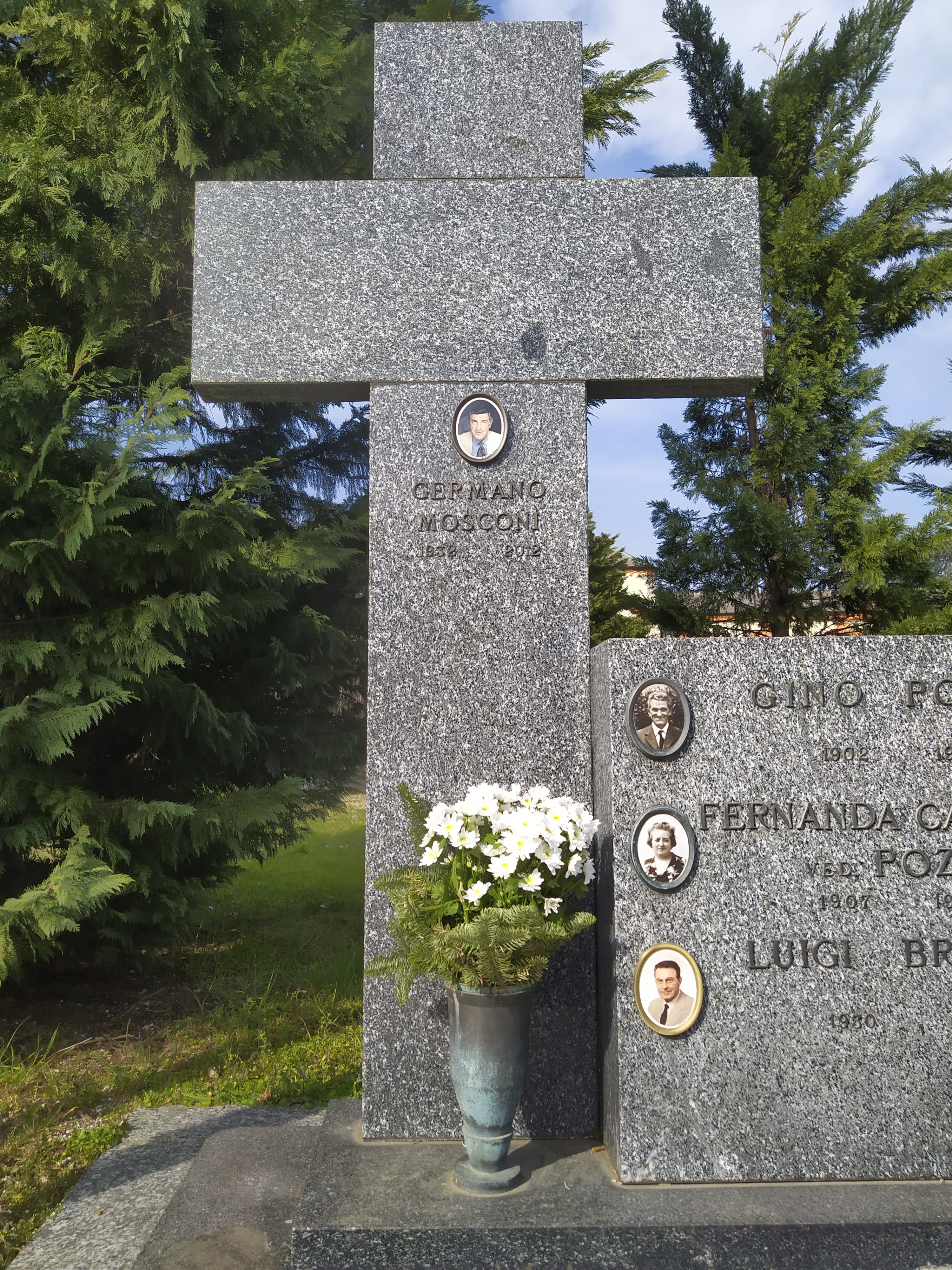
Tumba de Germano Mosconi

Germano Mosconi faleceu em 1 de março de 2012, aos 79 anos, vítima de uma doença não informada de longa duração.